# Марш! Марш! Тра-та-та!
«Марш! Марш! Тра-та-та!» (лит. Marš! Marš! Tra-ta-ta!, первоначальное название: «Война откладывается на завтра») — советский цветной художественный комедийный фильм 1964 года, снятый режиссёром Раймондасом Вабаласом на Литовской киностудии. В Литве считается первым цветным фильмом, а также первой попыткой поставить политическую сатиру в кино.
Премьера фильма состоялась в апреле 1965 года в Вильнюсе, а 23 августа 1965 года был выпущен во всесоюзный кинопрокат. Фильм посмотрели 5,7 млн зрителей.

## Сюжет
В двух соседних и постоянно враждующих странах Центии и Грошии живут влюблённые — Зигмас и Ядзя. Зигмас каждую ночь пересекает границу, чтобы быть вместе с Ядзей. Однако один из их походов становится поводом для начала войны между двумя странами. В это же время фирма Джекобс из государства Маринии пытается воспользоваться ситуацией и получить вечную аренду песков, за которые идет война.
Зигмас, освободившись из плена, пытается предотвратить войну, сообщив об этом всем участникам конфликта. Однако бомбы все равно падают, танки мчатся по дорогам, народ отправляется в концлагерь. По мере развития событий становится ясно, что всё это часть изощренных планов носителей нового порядка из страны Круппланд.

## Роли исполняют
- Леон Станявичюс — кум Лен / кум Конопля, офицер армии Центии / офицер армии Грошии
- Вальдас Ятаутис — Зигмас Репа
- Бируте Жибайте — Ядзя Ягодка
- Донатас Банионис — майор Чертополох (Варналеша), правитель Центии
- Хенрика Хокушайте — жена полковника Лопуха
- Гедиминас Карка — полковник Лопух, правитель Грошии
- Пятрас Жиндулис — врач призывной комиссии в Грошии
- Гиршас Шарфштейнас — Апельбаум
- Римантас Сипарис — представитель Маринии на подкомитете решительных действий
- Стасис Паска — представитель Круплэнда на подкомитете решительных действий
- Балис Юшкявичюс — премьер-министр Центии на подкомитете решительных действий
- Владимир Глухов — премьер-министр Грошии на подкомитете решительных действий
- Стасис Чайкаускас — эпизод
- Йонас Чепайтис — Фальц, офицер Грошии
- Викторас Динейка — председатель подкомитета решительных действий
- Витаутас Эйдукайтис — министр правительства Грошии
- Б. Гедгаудас — эпизод
- В. Германавичюс — эпизод
- Эдвардас Канява — представитель военного государства
- Юозас Канопка — капеллан армии Грошии
- Римгаудас Карвялис — адъютант правителя Грошии
- Стяпонас Космаускас — Цибулис
- Альгирдас Лапенас — эпизод
- К. Мачюлис — эпизод
- А. Мисявичюс — эпизод
- Л. Навицкис — эпизод
- С. Станчикас — эпизод
- Даумантас Тодесас — эпизод
- Ниёле-Тересе Урлаките — модель-стриптизёрша
- Антанина Вайнюнайте — эпизод
- Альгирдас Венскунас — офицер армии Грошии
- Ляонас Змирскас — министр правительства Грошии
- Роберт Лигерс — эпизод
- Раймондас Вабалас — режиссёр
- Феликс Эйнас — солдат армии Грошии
- Отонас Ланяускас — эпизод
- Эугениюс Ольбикас — новобранец армии Грошии
- Нийоле Викирайте — эпизод
- Гедиминас Паулюкайтис — эпизод

## Съёмочная группа
- Режиссёр-постановщик: Раймондас Вабалас
- Авторы сценария: Раймондас Вабалас, Григорий Канович, Илья Рудас
- Композитор: Беньяминас Горбульскис
- Главный оператор: Донатас Печюра
- Монтажёры: Изабель Пинайтите, Л. Сюдарските
- Художники-постановщики: Валерий Доррер, Йеронимас Чюплис
- Костюмы: Джюзефа Чейчите
- Гримёр: Лилиана Висневская
- Звукорежиссёры: Джюлихонас Батунерис, Довидас Озеховас

## Съёмки
Съёмки фильма велись на улицах Вильнюса и в Швекшне, Жемайтия. Исполнитель роли майора Чертополоха, Донатас Банионис, в своей автобиографии «Я с детства хотел играть» писал, что в фильме он стремился рассмешить зрителей и изображать полководца на экране.